# Jaskinia Border
Jaskinia Border (ang. Border Cave) – jaskinia położona na granicy RPA i Eswatini, stanowisko archeologiczne dokumentujące wczesną historię Homo sapiens.
Badania stanowiska rozpoczął w latach 30. XX wieku Raymond Dart. Jaskinia była zamieszkana w okresie środkowego paleolitu między ok. 200 do 50 tys. lat BP i ponownie w paleolicie górnym od ok. 35 tys. lat BP. Warstwy środkowej epoki kamienia zawierają głównie przemysł typu Pietersburg z datowanymi na okres 75-45 tys. lat BP tylczakami łukowymi nazywanymi Howiesons Poort. Okres górnego paleolitu charakteryzuje się przemysłami mikrolitycznymi. W jaskini odkryto szczątki wczesnych przedstawicieli gatunku Homo sapiens datowane na ok. 90-70 tys. lat BP, w tym szkielet dziecka pokryty czerwonym barwnikiem i z towarzyszącą muszlą morską, co sugeruje istnienie rytuału grzebalnego. Znaleziono także kości zwierząt stanowiących dietę mieszkańców groty: guźców, bawołów i zebr.
W latach 70. XX wieku odnaleziono tu kość strzałkową pawiana (tzw. kość z Lebombo), zawierającą 29 wyraźnych nacięć. Kość ta datowana jest na 35 tys. lat BP i uznawana jest za jeden z najstarszych znanych obiektów matematycznych.